# Caitlin Carmichael
Pour les articles homonymes, voir Carmichael.
Caitlin Carmichael (née à Tifton) est une actrice américaine.
Elle a joué dans les séries télévisées In the Motherhood (en) (2008), Esprits criminels (2009), Shake It Up (2011), iCarly (2011), Hot in Cleveland (2011), Los Angeles, police judiciaire (2011), La Maison sur le lac (2011), Young Sheldon (2017), Good Doctor (2017) et Dwight in Shining Armor (en) (2019-2021) mais également dans les filmsThe Wicked (en) (2013), 300 : La Naissance d'un empire (2014), Martyrs (2015), The Night Visitor 2: Heather's Story (2016), Seule la vie... (2018), La Proie (2021) ou encore Roadkill.